# Nepopisan list
Nepopisan list je slovenski mladinski dramski film iz leta 2000 v režiji in po scenariju Janeta Kavčiča. Filmska zgodba se vrti okoli dečka Luke med počitnicami, ki jih mora zaradi stroge in prezaposlene matere preživljati v stanovanju. 

## Igralci
- Jan Grilanc kot Luka
- Dafne Jemeršić kot znanstvenik
- Marija Lojk kot babica
- Vesna Lubej kot Nelina mati
- Andrej Murenc kot Žiga
- Tanja Ribič kot mati
- Ratko Ristić kot kung fu borec
- Iva Štefančič kot Neli
- Borut Veselko kot oče
- Blaž Višak kot bajsi
- Mojca Fatur